# Имза
Имза — река в Нижегородской области России, левый приток Урги, крупнейший приток этой реки. Длина реки составляет 91 км, площадь водосборного бассейна — 716 км². В 62 км от устья принимает слева реку Ракитка.

## Общие данные
Исток находится у села Песочное Княгининского района в 13 км юго-западнее города Княгинино. Река течёт на север, северо-восток и восток. Верхнее течение лежит в Княгининском районе, среднее — в Лысковском районе. В нижнем течении служит границей между Лысковским и Спасским районами, ниже — между Воротынским и Спасским.
Крупнейший населённый пункт на реке — город Княгинино. Помимо него река протекает деревни и сёла Соловьёво (Княгининский район); Сущёво, Гугино, Негоново, Леньково, Никольское, Берендеевка, Владимировка, Саурово, Белозериха, Варганы (Лысковский район); Николаевка, Ольгино (Воротынский район). Между сёлами Белозериха и Варганы на реке сеть мелиоративных канав. Притоки — Ракитка, Степановка, Курган (левые); Княгинка, Басман (правые).
Незадолго до устья на правом берегу реки находится посёлок Красная Горка. Ниже посёлка Имза впадает в Ургу. Ширина реки у устья около 25 метров, в низовьях образует затоны и острова.

## Этимология
Считается, что название реки произошло от мордовского слова «инзяй» — малина. Река носила и другие названия (Ильза, Ливза, Ливиза), происхождение которых неизвестно.

## История
Во второй половине XIX — начале XX века Ургу считали притоком Имзы, а не наоборот. Эти представления нашли отражение в ряде энциклопедических (ЭСБЕ) и справочных (Государственный водный реестр) изданиях.

## Данные водного реестра
По данным государственного водного реестра России относится к Верхневолжскому бассейновому округу, водохозяйственный участок реки — Сура от устья реки Алатырь и до устья, речной подбассейн реки — Сура. Речной бассейн реки — (Верхняя) Волга до Куйбышевского водохранилища (без бассейна Оки).

## Топографические карты
- Лист карты N-38-IV. Масштаб: 1 : 200 000. Указать дату выпуска/состояния местности.
- Лист карты O-38-XXXIV. Масштаб: 1 : 200 000. Состояние местности на 1981 год. Издание 1986 г.
- Лист карты N-38-III. Масштаб: 1 : 200 000. Указать дату выпуска/состояния местности.